# Gülcan Mıngır
Gülcan Mıngır, turška atletinja, * 21. maj 1989, Döğer, Turčija.
Nastopila je na poletnih olimpijskih igrah v leta 2012 v teku na 3000 m z zaprekami. Na evropskih prvenstvih je v isti disciplini osvojila naslov prvakinje leta 2012.